# Медаль «Участнику миротворческой операции в Приднестровье»
Медаль «Участнику миротворческой операции в Приднестровье» — одна из наград Приднестровской Молдавской Республики. Была учреждена 4 апреля 2002 года Президентом ПМР.

## Правила награждения
Медалью могут награждаться военнослужащие миротворческих контингентов других стран, сотрудники иностранных и международных учреждений, представители государственных органов власти и местного самоуправления, средств массовой информации, общественных организаций, а также граждане, принимавшие активное участие в миротворческой операции[какой?] или оказавшие поддержку мероприятиям по сохранению мира в Приднестровье.

## Описание
Медаль круглая, диаметром 32 мм, изготовлена из нейзильбера. На лицевой стороне медали — бортик шириной 1 мм и по кругу выпуклая надпись: «Участнику миротворческой операции в Приднестровье».
В центре — выпуклые стилизованные изображения оливковой ветви и голубя. Оборотная сторона медали гладкая, без надписей и изображений.
В верхней части медали имеется ушко, которым медаль при помощи кольца соединена с пятиугольной колодочкой, на оборотной стороне которой есть приспособление для крепления медали к одежде. Лента голубого цвета. С левого края ленты проходят три (красная — зеленая — красная) полоски, по 2 мм каждая, символизирующие цвета флага Приднестровской Молдавской Республики.

## Правила ношения
Медаль носится на левой стороне  груди, после медали «Защитнику Приднестровья».